# Hagiomantis parva
Hagiomantis parva är en bönsyrseart som beskrevs av Toledo Piza 1889. Hagiomantis parva ingår i släktet Hagiomantis och familjen Liturgusidae. Inga underarter finns listade i Catalogue of Life.